# Naoya Ogawa
Naoya Ogawa, född den 31 mars 1968 i Suginami, Japan, är en japansk judoutövare.
Han tog OS-silver i herrarnas tungvikt i samband med de olympiska judotävlingarna 1992 i Barcelona.